# ファーディナンド・スタンリー (第5代ダービー伯爵)

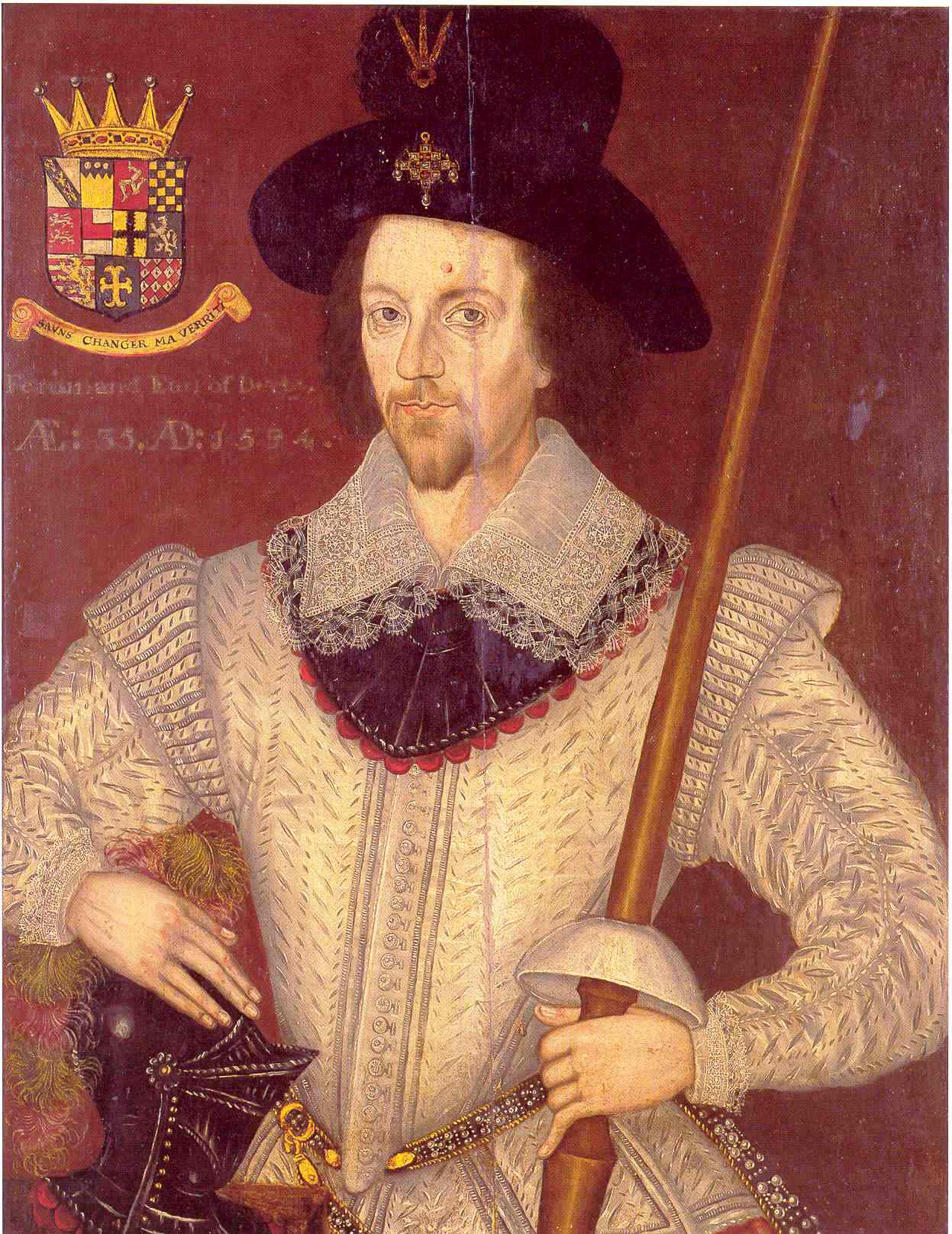
第5代ダービー伯爵ファーディナンド・スタンリー

第5代ダービー伯爵ファーディナンド・スタンリー（Ferdinando Stanley, 5th Earl of Derby, 1559年 - 1594年4月16日）は、イングランドの貴族。第4代ダービー伯爵ヘンリー・スタンリーとその妻マーガレット（第2代カンバーランド伯爵ヘンリー・クリフォードの娘）の間の長男で、第6代ダービー伯爵ウィリアム・スタンリーは弟。

## 生涯
1559年、ダービー伯位相続前のストレンジ男爵ヘンリー・スタンリーとマーガレット夫妻の長男として誕生。母はテューダー朝の始祖ヘンリー7世の曾孫で、母を通して王位継承権があった。
1571年にエリザベス1世は父に手紙を送り、ファーディナンドを宮廷に送るよう伝えている。1572年にオックスフォード大学セント・ジョンズ・カレッジに入学する一方、小姓として王室に仕えた。また1585年から1586年にリヴァプール市長を務め、1587年にはフランス特命大使に任命された父からイングランド北西部のチェシャー・ランカシャー統監の任務を委ねられ、1588年は南ネーデルラント大使に変更され不在の父に代わり両州を治めた。エリザベス1世の命令で対スペイン戦争に備え、軍勢召集とスペイン内通者の警戒に当たり、アルマダの海戦を経て8月に父が帰還するまでこの状態が続いた。翌1589年にストレンジ男爵に叙され貴族院に召集された。
1593年9月25日に父が死去、ダービー伯位を継承し父の顧問団と共に北西部を治めるかに思われたが、翌1594年4月16日に急死。あまりにも早過ぎた死に様々な憶測が流れ、ダービー伯に恨みを持つカトリック教徒の仕業、またはイエズス会による暗殺、あるいは王位継承権を持ち親カトリックと見られたダービー伯を警戒したプロテスタントの王家が暗殺した（黒幕はバーリー男爵ウィリアム・セシルとされる）など噂されたが、真相は明らかになっていない。
妻アリスとの間に3人の娘はいたが息子が無かったため、弟のウィリアムがダービー伯位を継いだ。しかしアリスが夫の遺産相続を主張したため、ウィリアムは以後15年も泥沼の相続争いに巻き込まれることになる。なおアリスは1600年に国璽尚書（後に大法官）トマス・エジャートンと再婚した。また、スタンリー男爵、ムーン男爵、ノッキンのストレンジ男爵位は彼の娘の間で優劣がつかず、いずれも爵位停止となった。

## 文芸庇護者として
ダービー伯位継承前のストレンジ男爵として活発な文芸活動を行い、劇団の庇護者として名を馳せていた。ストレンジ男爵に叙爵される前からストレンジ卿を称し、1579年から『ストレンジ卿一座』という劇団を抱え、しばしば宮廷でエリザベス1世に軽業を披露した。やがてストレンジ卿一座は他の劇団からリチャード・バーベッジ、オーガスティン・フィリップス、エドワード・アレンなど俳優を集めて当代随一の劇団へと成長、クリストファー・マーロウ、ロバート・グリーン、ウィリアム・シェイクスピアなどの作品が上演され、パトロンのストレンジ男爵がダービー伯となった1593年にダービー伯一座と改名した。翌1594年のダービー伯の急死で庇護者を失った劇団は宮内大臣の初代ハンズドン男爵ヘンリー・ケアリーに引き取られ宮内大臣一座として存続、後に国王一座に改称した。
また、ストレンジ卿はシェイクスピアと関わりがあったと推測されている。1581年にランカシャーの貴族アレグザンダー・ホートンの遺書で言及されているシェイクシャフトという人物がシェイクスピアを指すのではないかという説があり、遺言でホートンから将来を託されたトーマス・ヘスケスの紹介でシェイクスピアはストレンジ卿一座に入ったとされている。ストレンジ卿の死後彼と親しいサウサンプトン伯爵ヘンリー・リズリーがシェイクスピアのパトロンになったのも、シェイクスピアがストレンジ卿とサウサンプトン伯の両方と交流があったからとされ、『恋の骨折り損』で2人をモデルにした人物が登場する、『ヘンリー六世 第1部』『ヘンリー六世 第2部』『ヘンリー六世 第3部』『リチャード三世』でスタンリー家の役割を強調するなど、ストレンジ卿がシェイクスピアの生涯に大きな影響を与えた可能性が考えられている。
他にも、『夜の学派』と称する貴族のグループと会合を重ね、哲学、数学、化学などを議論した。マーロウやウォルター・ローリーなどが参加者であり、イングランド演劇のパトロンである貴族とも交流し、1593年にサウサンプトン伯と海軍大臣一座のパトロンである海軍卿のエフィンガムのハワード男爵チャールズ・ハワード、ペンブルック伯一座のパトロンであるペンブルック伯ヘンリー・ハーバートとオックスフォードの夕食会で会った記録がある。ストレンジ卿は文化人にとっては理想的な人物で、急死に際しエドマンド・スペンサーなどが追悼の辞を綴っている。

## 子女
1579年頃にサー・ジョン・スペンサーの娘アリスと結婚、3人の娘を儲けた。
- アン（1580年 - 1647年） - 第5代シャンドス男爵グレイ・ブリッジス（英語版）と結婚、第2代キャッスルヘイブン伯爵マーヴィン・タチェット（英語版）と再婚
- フランセス（1583年 - 1636年） - 初代ブリッジウォーター伯爵ジョン・エジャートン（英語版）と結婚
- エリザベス（1588年 - 1633年） - 第5代ハンティンドン伯爵ヘンリー・ヘイスティングス（英語版）と結婚